# Josef Suk
Josef Suk (Křekovice, 4 de setembre de 1874 - Benešov, 29 de maig de 1935) fou un compositor i violinista txec, nascut en la regió de Bohèmia.

## Biografia
Va fer els estudis en el Conservatori de Praga, on fou deixeble de Karel Stecker i Antonín Dvořák, amb la filla del qual, Otýlie, es va casar més endavant. El 1892 entrà com a segon violí en el Quartet Bohemi, del qual fou membre fundador, 1891-1933, i, a més, va fer una sèrie de concerts anuals a l'estranger. Les morts del seu sogre i la seva esposa l'inspiraren en la composició de la Simfonia núm. 2 Azrael, una de les seves obres mestres.
A Praga fou professor, entre altres de Julius Kalaš, Rudolf Firkusny, Bohuslav Martinů i Pavel Bořkovec. Junt amb Vítězslav Novák, se'l considera el pare de l'escola moderna txeca.
Podria ser familiar del també força conegut músic txec Vera Suk.

## Obres
- Composicions orquestrals:
  - Serenata per a cordes (1892)
  - Pohádka (1894-1895)
  - Scherzo fantàstic (1903)
- Poemes simfònics:
  - Praga (1904)
  - Un conte d'estiu (1907-1909)
  - Maduració (1912-1917)
- I l'anomenat Tríptic de guerra (1914-1920)
- Música de cambra:
  - Dos quartets de corda, trio, quartet i quintet amb piano
  - Peces per a piano Impressions (1895)
  - Suite (1900)
  - Primavera (1902)
  - A prop de la mare (1907)
  -  Coses viscudes i somniades (1909)
- Obres vocals:
  - Epíleg (1920-1929)
  - I nombroses peces corals, així com música incidental.